# سوق مستهدف

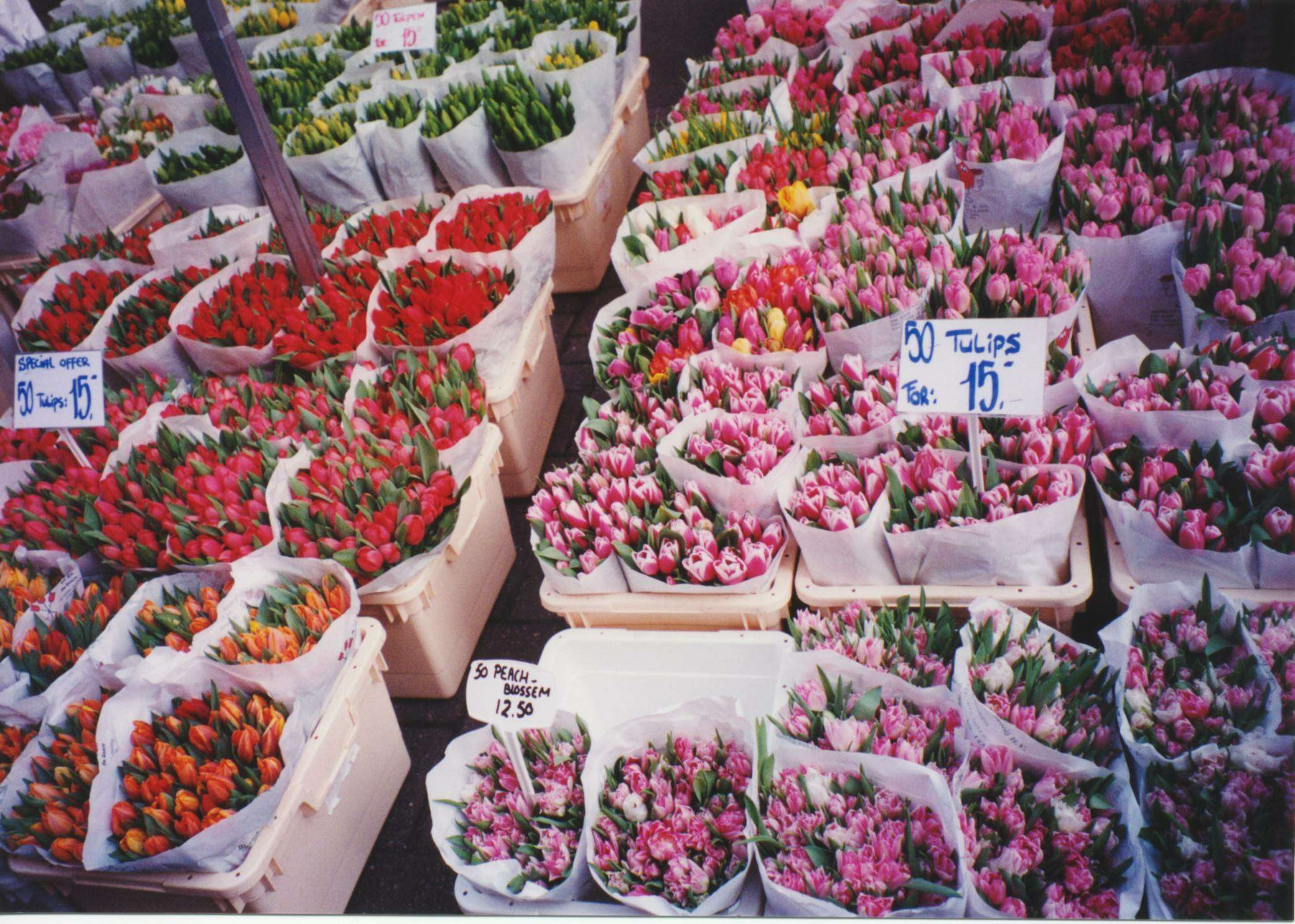

السوق المستهدف هو مجموعة من العملاء تحاول مؤسسة بيع منتجاتها لهم عن طريق استهدافهم بتوجيه جهودها التسويقية لبيع منتجاتها. تحديد السوق المستهدف هو أول خطوة في عملية تحديد مخططات العمليات التسويقية.
والعوامل الأربعة التي تساهم في نجاح تسويق منتج في السوق هي: السوق المستهدف، ومزيج من متغيرات تسويق المنتج والترويج والسعر.

## تجزئة السوق
الأسواق المستهدفة هي مجموعات من الأفراد التي تفصل بحسب جوانب مميزة وملحوظة. ويمكن تجزئة الأسواق المستهدفة بحسب الجوانب التالية:
- التجزئة الجغرافية التي تتناول مناخ الموقع.
- التجزئة بحسب التركيبة السكانية أو بحسب الوضع الإجتماعي والإقتصادي مثل توزيع الأعمار والجنس والمدخول والوظيفة والتعليم والحجم العائلي وما شابه.
- التجزئة بحسب الرسم النفسي أي دراسة الشخصية والمواقف، والقيم، والمصالح، وأنماط الحياة.
- التجزئة بحسب السلوكيات مثل فترات الأعياد والسلوكيات خلال الاحتفالات ودرجات الولاء.
- التجزئة المتعلقة بالمنتوج.

ومن أجل تحديد تجزئة أكثر تحديدا وفعالية، ينصح بعض الخبراء بالخطوات التالية:
1. اختيار الجمهور المستهدف عن طريق تجميعهم بحسب احتياجاتهم.
2. تحديد مجموعات ذو احتياجات متماثلة بناء على تكوين سكاني، أسلوب حياة، سلوكيات الاستعمال، و أنماط العملاء
3. استعمال أسلوب تقييمي مثل تحليل تطور السوق، تحديد عقبات وحواجز الدخول إلى السوق، واساليب الوصول إليه.
4. اختبار الجزء
5. استعمال عمليات تسويقية مختلطة لتوسعة السوق.

## استراجيات الوصول إلى السوق المستهدف
لقد حدد خبراء التسويق أربعة استراتيجيات أساسية لتحقيق النجاح في العملية التسويقية وهي:
1. التسويق الغير متمايز أو التسويق الجماعي وهي إستراتيجية تغطية السوق تتبعها شركة التي تقرر تجاهل تجزئات السوق وتسوق منتوجها للسوق كله بتقديم عرض واحد للجميع. والفكرة هي بث رسالة تصل إلى أكبر عدد ممكن من الناس. وقد ركز التسويق الشامل على الإذاعة والتلفزيون والصحف والزسائط للوصول إلى أوسع جمهور.
2. التسويق المتمايز، أو التسويق لشرائح مختلفة، هي إستراتيجية تقديم عروض مختلفة ومنفصلة لكل شريحة من السوق المستهدف. وتستهدف كل شريحة بشكل فريد بتوفير مزايا فريدة لكل قطاع. وبذلك يزيد من إجمالي المبيعات ولكن على حساب زيادة في تكلفة الاستثمار في الأعمال التجارية.
3. التسويق المركز وهي إستراتيجية التي تستهدف قطاعات محددة جدا من المستهلكين. أنها فعالة وخاصة بالنسبة للشركات الصغيرة ذات الموارد المحدودة لأنها لا تعتمد استخدام الإنتاج الموسع، ولا بالتوزيع بالجملة أو بالإعلان الشامل. ولا يزيد هذا الأسلوب في الأرباح الإجمالية للمبيعات حيث أنه يستهدف جزء محدد من السوق.
4. التسويق الدقيق أو التسويق التخصصي